# Grundtone
Grundtonen er den første tone i en skala, og er derved toneartens tonika. Eksempelvis er A-durs grundtone A. Grundtonen er på samme måde også navngivende for akkorder, i hvilke denne optræder som bastonen i grundbeliggenhed.